# Bernard Vaughan
Pour les articles homonymes, voir Vaughan.
Bernard Vaughan, né le 20 août 1847 à Jersey (Royaume-Uni) et décédé le 31 octobre 1922 à Roehampton (Londres), était un prêtre jésuite anglais, prédicateur de renom et écrivain.

## Biographie
Bernard est le onzième des treize enfants du Lieutenant-colonel John Francis Vaughan, d’une ancienne famille de Récusants (catholiques). Sa mère, Eliza Rolls, originaire du Monmouthshire, était de tradition anglicane mais s’est convertie au catholicisme. Les cinq sœurs de Bernard sont toutes devenues religieuses et six des huit garçons sont devenus prêtres, et parmi eux trois sont devenus évêques, le plus célèbre étant le cardinal-archevêque de Westminster, Herbert Vaughan.  
Éduqué au collège de Stonyhurst Vaughan entre dans la Compagnie de Jésus le 7 août 1866 et fait son noviciat à Roehampton (Manresa House). Ordonné prêtre le 20 août 1880 à Stonyhurst il est nommé (en 1883) à l’église du Saint-Nom-de-Jésus de Manchester.  Durant 18 ans il prend une part active a la vie civile et religieuse de la ville et commence à être connu pour son éloquence sacrée. 

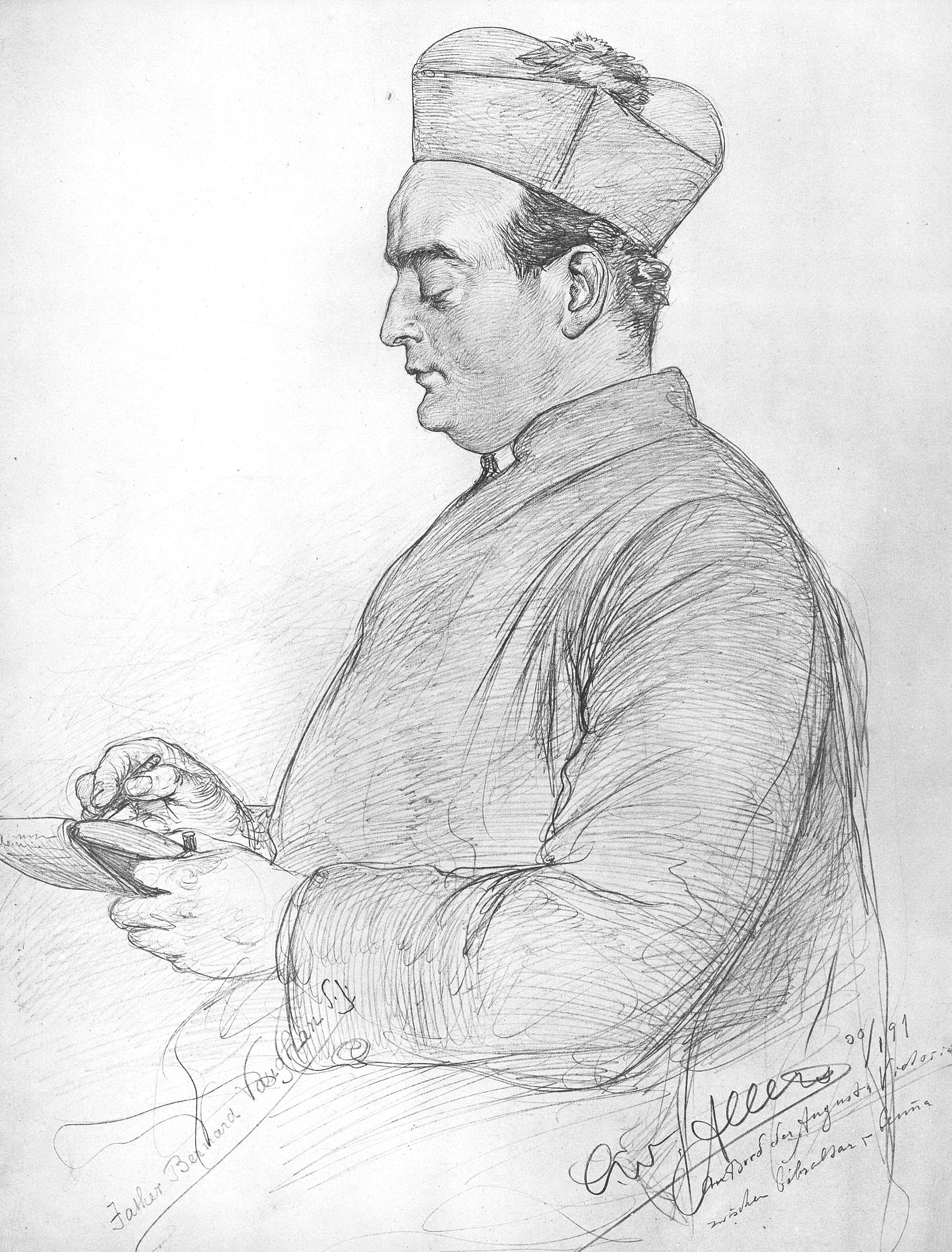
Dessin de 1891 (Allers)

Nommé à l’église de Farm Street des Jésuites de Londres, en 1901. Vaughan devient rapidement le jésuite anglais le plus éminent de son temps, atteignant un renom  rarement accordé à un ecclésiastique.
En chaire de vérité, dans la presse et partout où il le peut il diffuse la doctrine catholique sur les questions morales de son époque. Sa popularité ne s’est jamais démentie en vingt ans. Connu comme le Savonarole moderne, Vaughan était dramatique, audacieux et souvent sensationnel en dénonçant les vices. Ses sermons donnés dans l’église jésuite de Farm Street furent imprimés sous le titre de Sins of society . Publié une première fois en 1906 le livre atteignit quatorze éditions. 
Sans être particulièrement profonde son éloquence était minutieusement préparée, par une bonne connaissance de son auditoire. Il adaptait son style en conséquence. Certains de ses épigrammes sont restés célèbres tel celui-ci : « je crois en Dieu qui a créé H. G. Wells [le savant athée populaire], mais pas en ce dieu que H. G. Wells a créé ».  Durant la vingtaine d’années qu’il passa à Londres il gardait une journée par semaine pour visiter les pauvres de la région occidentale de la ville.  
Sur invitation il voyagea en 1910 au Canada, aux États-Unis, en Alaska et donna des conférences et sermons en Chine, au Japon, Italie et France. En 1915, durant la première guerre mondiale Vaughan fut aumônier des soldats catholiques du corps expéditionnaire anglais sur le continent.  
Toujours indifférent à sa renommée, malgré le succès rencontré, le père Vaughan ne perdit jamais le sens du surnaturel et garda jusqu’à la fin de sa vie la piété simple qu’il avait reçue dans son enfance d’une mère exceptionnelle. Il meurt le 31 octobre 1922 à Roehampton, dans la maison même où il avait commencé son noviciat 56 ans auparavant.

## Écrits
- The Sins of Society, 1906 (dixième édition en 1908).
- Society, Sin, and the Saviour, 1907.
- Socialism, 1910.
- The Our Father, Our Country's Need Today, 1911.
- Socialism from the Christian Standpoint, 1913.
- What of Today?, 1914.